# Thomisus schoutedeni
Thomisus schoutedeni là một loài nhện trong họ Thomisidae.
Loài này thuộc chi Thomisus. Thomisus schoutedeni được miêu tả năm 1957 bởi Comellini.